# Hélène Bouchiat
Pour les articles homonymes, voir Bouchiat.
Hélène Bouchiat née le 8 mai 1958 est une physicienne française, directrice de recherche au CNRS et membre de l'Académie des Sciences. Elle est spécialiste des nanosciences et de la physique mésoscopique.

## Biographie
Hélène Bouchiat est la fille de la physicienne Marie-Anne Bouchiat, également membre de l'Académie des sciences et du physicien et correspondant de l’Académie des sciences Claude Bouchiat. Elle fait ses études à l’École normale supérieure de jeunes filles de 1977 à 1981. Elle soutient en 1986 une  thèse en sciences physiques sur la transition du verre de spin : comportement critique et bruit magnétique au Laboratoire de physique des solides (LPS) de l'Université Paris-Sud sous la direction de Philippe Monod.

## Travaux scientifiques
De 1987 à 1988, elle est chercheuse postdoctorale aux Bell Labs où elle met en évidence expérimentalement les courants permanents en mesurant la magnétisation d'anneaux de cuivre mésoscopiques isolés.
Elle est ensuite nommée chercheuse, puis directrice de recherche au CNRS, au sein du Laboratoire de physique des solides, où elle continue à s'intéresser à la physique des systèmes mésoscopiques isolés par opposition à celle des propriétés de transport d'échantillons connectés. À partir de 1998, ses travaux s’intéressent au transport cohérent dans les nanotubes de carbone et l'ADN et tout particulièrement aux phénomènes liés à la supraconductivité qui peut être induite dans ces matériaux par effet de proximité,. Par la suite, elle et son équipe s’intéressent également à l'effet Josephson dans le graphène ainsi que, plus récemment, dans des nanofils de bismuth présentant une forte interaction spin-orbite.

## Hommages et distinctions
- 1987 : médaille de bronze du CNRS[8]
- 1994 : prix Suzanne et Anatole Abragam de l’Académie des sciences[8]
- 1998 : prix Jaffé de l’Académie des sciences[9]
- 2006 : médaille d'argent du CNRS[10]
- Membre du conseil scientifique du CEA[11]
- 2010 : membre de l'Académie des sciences dans la section Physique[12]

## Décoration
- Officier de l'ordre national du Mérite (nomination le 15 mai 2025)[13].